# Cantinoa
Cantinoa là một chi thực vật có hoa trong họ Hoa môi (Lamiaceae). Chúng thường được tìm thấy ở Argentina], Belize, Bolivia, Brazil, Colombia, Costa Rica, Cuba, Cộng hòa Dominica, Ecuador, El Salvador, Florida, Guiane thuộc Pháp, Galápagos, Guatemala, Guyana, Haiti, Honduras, Jamaica, quần đảo Leeward, Mexico, Nicaragua, Panamá, Paraguay, Peru, Puerto Rico, Surinam, Trinidad, Tobago, Uruguay, Venezuela và quần đảo Windward.

## Các loài
Dưới đây là danh sách các loài trong chi được ghi nhận theo Kew;
- Cantinoa althaifolia (Pohl ex Benth.) Harley & J.F.B.Pastore
- Cantinoa americana (Aubl.) Harley & J.F.B.Pastore
- Cantinoa carpinifolia (Benth.) Harley & J.F.B.Pastore
- Cantinoa colombiana (Epling) Harley & J.F.B.Pastore
- Cantinoa dubia (Pohl ex Benth.) Harley & J.F.B.Pastore
- Cantinoa duplicatodentata (Pohl ex Benth.) Harley & J.F.B.Pastore
- Cantinoa erythrostachys (Epling) Harley & J.F.B.Pastore
- Cantinoa heterodon (Epling) Harley & J.F.B.Pastore
- Cantinoa impar (Epling) Harley & J.F.B.Pastore
- Cantinoa indivisa (Pilg.) Harley & J.F.B.Pastore
- Cantinoa macroptera (Briq.) Harley & J.F.B.Pastore
- Cantinoa multiseta (Benth.) Harley & J.F.B.Pastore
- Cantinoa muricata (Schott ex Benth.) Harley & J.F.B.Pastore
- Cantinoa mutabilis (Rich.) Harley & J.F.B.Pastore
- Cantinoa nanuzae Harley
- Cantinoa x obvallata (Benth.) Harley & J.F.B.Pastore
- Cantinoa pinetorum (Epling) Harley & J.F.B.Pastore
- Cantinoa plectranthoides (Benth.) Harley & J.F.B.Pastore
- Cantinoa propinqua (Epling) Harley & J.F.B.Pastore
- Cantinoa racemulosa (Mart. ex Benth.) Harley & J.F.B.Pastore
- Cantinoa rubicunda (Pohl ex Benth.) Harley & J.F.B.Pastore
- Cantinoa similis (Epling) Harley & J.F.B.Pastore
- Cantinoa stricta (Benth.) Harley & J.F.B.Pastore
- Cantinoa subrotunda (Pohl ex Benth.) Harley & J.F.B.Pastore
- Cantinoa x sylvularum (A.St.-Hil. ex Benth.) Harley & J.F.B.Pastore
- Cantinoa villicaulis (Epling) Harley & J.F.B.Pastore
- Cantinoa violacea (Pohl ex Benth.) Harley & J.F.B.Pastore